# Aire urbaine d'Égletons
L'aire urbaine d'Égletons est une aire urbaine française centrée sur la ville d'Égletons. Composée de 7 communes, elle compte 6 994 habitants en 2014.

## Caractéristiques
D'après la définition qu'en donne l'INSEE, l'aire urbaine d'Égletons est composée de 7 communes, situées dans la Corrèze.
Une seule commune de l'aire urbaine est un pôle urbain.
Le tableau suivant détaille la répartition de l'aire urbaine sur le département :
| Département | Communes | Communes (%) | Superficie (km²) | Superficie (%) | Population (2014) | Population (%) |
| ----------- | -------- | ------------ | ---------------- | -------------- | ----------------- | -------------- |
| Corrèze     | 7        | 2,5          | 176,9            | 3,02           | 6 994             | 2,9            |

## Composition de l'aire urbaine
Voici la liste des communes de l'aire urbaine d'Ussel :
| Nom                     | Code Insee | Statut | Superficie (km2) | Population (dernière pop. légale) | Densité (hab./km2) |
| ----------------------- | ---------- | ------ | ---------------- | --------------------------------- | ------------------ |
| Chapelle-Spinasse       | 19046      |        | 5,89             | 117 (2014)                        | 20                 |
| Darnets                 | 19070      |        | 25,42            | 359 (2014)                        | 14                 |
| Égletons                | 19073      |        | 16,85            | 4 304 (2014)                      | 255                |
| Moustier-Ventadour      | 19145      |        | 29,85            | 482 (2014)                        | 16                 |
| Rosiers-d'Égletons      | 19176      |        | 38,18            | 1 060 (2014)                      | 28                 |
| Saint-Yrieix-le-Déjalat | 19249      |        | 40,33            | 361 (2014)                        | 9                  |
| Soudeilles              | 19263      |        | 20,39            | 311 (2014)                        | 15                 |

## Évolution démographique
L'évolution démographique ci-dessous concerne l'aire urbaine selon le périmètre défini en 2010.
| 1968  | 1975  | 1982  | 1990  | 1999  | 2009  | 2014  |
| ----- | ----- | ----- | ----- | ----- | ----- | ----- |
| 6 186 | 7 051 | 7 090 | 7 079 | 6 659 | 7 161 | 6 994 |